# Занзибарский риал
Занзибарский риал (араб.  ريال ‎) — валюта Занзибара с 1882 по 1908 год. Он был разделен на 136 пайс и обращался вместе с индийской рупией и талером Марии Терезии. Риал был заменëн занзибарской рупией по курсу 2⅛ рупии = 1 риал.

## Монеты
В 1882 году (1299 г. по Исламскому календарю) были введены в обращение монеты достоинством в 1 пайса, ¼, ½, 1, 2½ и 5 риалов. Пайса чеканилась из меди, ¼, ½ и 1 риал — из серебра, а 2½ и 5 риалов — из золота. Из них в обращение были выпущены только монеты номиналом 1 и 5 риалов; монеты ¼, ½ и 2½ риалов были отчеканены только в виде пробных монет.

### Обзор
Монета номиналом 1 риал имеет диаметр 38 мм. На ее аверсе находятся надписи  الله حفظه (Аллах охраняет); и سلطان سعيد بن برغش بن سلطان (султан Саид бин Баргаш бин Султан). На реверсе монеты находится надпись: ١ ريال سكة سعيدية ١٢٩٩عام (1 риал, 1299 год).